# Етвалісі
Етвалісі (груз. ეთვალისი) — село в Грузії.
За даними перепису населення 2014 року в селі проживає 10 осіб.